# 5186 Donalu
5186 Donalu este un asteroid din centura principală de asteroizi.

## Descriere
5186 Donalu este un asteroid din centura principală de asteroizi. A fost descoperit pe 22 septembrie 1990 la Observatorul Palomar de Brian P. Roman. El prezintă o orbită caracterizată de o semiaxă mare de 2,58 ua, o excentricitate de 0,08 și o înclinație de 14,9° în raport cu ecliptica.